# Johannes Knittel
Johannes Knittel (* 11. August 1910 in Woltrop; † 3. Januar 1989) war ein deutscher Regisseur, Schauspieler und Drehbuchautor.

## Leben
Während seines Studiums der Theaterwissenschaft, Romanistik und Philologie in Münster, Hamburg und in Paris wirkte Knittel bereits in kommunistischen Studententheatern mit. Wegen seiner antifaschistischen Betätigung wurde er verhaftet und ins Gefängnis Hamm (Westfalen) gebracht. Nach seiner Freilassung emigrierte er nach Frankreich. Dort war er Kämpfer im Maquis. Nach dem Ende des Zweiten Weltkrieges wurde er zunächst Ratsherr der KPD in Hamm, als er 1946 an Deutsche Theater nach Ost-Berlin kam, wo er als Dramaturg und Regieassistent arbeitete.
Ab 1949 arbeitet Knittel dann für Phoenix-Film, später für die DEFA, wo er vorwiegend in der Synchronarbeit eingesetzt wurde. In der Zeit von 1955 bis 1961 inszenierte er insgesamt vier DEFA-Spielfilme, darunter 1959 Musterknaben mit Rolf Herricht. Neben seiner Tätigkeit als Regisseur, Drehbuchautor wirkte er aber auch vereinzelt als Schauspieler in Spielfilmen mit, wie beispielsweise in Wo du hingehst aus dem Jahr 1957 oder in dem Märchenfilm Der Eisenhans aus dem Jahr 1988.
1969 wurde er mit dem Kunstpreis der DDR ausgezeichnet. 1975 erhielt er den Vaterländischen Verdienstorden in Bronze.

## Filmografie (Auswahl)
- 1949: Die Brücke
- 1949: Rotation
- 1950: Der Auftrag Höglers
- 1951: Die letzte Heuer
- 1956: Mich dürstet
- 1957: Zwei Mütter
- 1957: Wo du hingehst...
- 1958: Geschwader Fledermaus
- 1958: Die Elenden
- 1960: Hatifa
- 1962: Die schwarze Galeere
- 1962: Die neue Losung
- 1967: Chingachgook, die große Schlange
- 1970: Ich – Axel Cäsar Springer. 5. Der Königsmacher
- 1972: Schwarzer Zwieback
- 1972: Die große Reise der Agathe Schweigert
- 1984: Ach du meine Liebe (Fernsehfilm)
- 1988: Der Eisenhans

### Regie
- 1957: Der Fackelträger
- 1959: Musterknaben
- 1961: Der Arzt von Bothenow
- 1962: Die Entdeckung des Julian Böll

## Theater
- 1953: Iwan Popow: Die Familie (Polizeidirektor) – Regie: Werner Schulz-Wittan (Maxim-Gorki-Theater Berlin)

## Hörspiele
- 1958: Bruno Apitz: Nackt unter Wölfen (SS-Mann) – Regie: Joachim Witte (Rundfunk der DDR)
- 1965: Peter Weiss: Die Ermittlung – Regie: Wolfgang Schonendorf (Rundfunk der DDR)